# Claudine Uwera
 (avril 2023).
Claudine Uwera est une politicienne et économiste rwandaise, qui occupe actuellement le poste de ministre d'État chargée de la planification économique au ministère des Finances et de la Planification économique au Rwanda depuis en 2018,. Mais avant, elle était coordonnatrice du programme de comptabilité du capital naturel, NCA.

## Biographie
Claudine Uwera est économiste spécialisée en économie de l'environnement ; elle a poursuivi ses études de doctorat au Département d'économie de l'Université de Göteborg en Suède de 2008 à 2013,, et elle a enseigné à l'Université du Rwanda, École d'économie pendant plus de 10 ans,.